# Гарсия, Мануэль (младший)
Мануэ́ль Патри́сио Родри́гес Гарси́я-Си́тчес (исп. Manuel Patricio Rodríguez García Sitches, 17 марта 1805 года, Мадрид, Испания — 1 июля 1906 года, Лондон, Великобритания) — испанский певец (бас) и вокальный педагог. Доктор медицины (1855). Он изобрел первый ларингоскоп.

## Биография
Родился 17 марта 1805 года либо в Мадриде, как было традиционно заявлено, либо в городе Сафра в провинции Бадахос, Испания. Сын и ученик тенора Мануэля Гарсиа-старшего и Хоакины Ситчес, брат певиц Полины Виардо и Марии Малибран.
В 1825—1827 годах гастролировал с отцом по городам США; дебютировал как оперный певец в Нью-Йорке (1825). В 1829 начал педагогическую деятельность в вокальной школе отца в Париже. В 1842—1850 годах преподавал пение в Парижской консерватории. В 1848—1895 годах — профессор Королевской академии музыки в Лондоне.
22 ноября 1832 года в Париже он женился на оперной сопрано Сесиль Эжени Майер (Париж, 8 апреля 1814 года - Париж, 12 августа 1880 года). У них было два сына Мануэль (1836–1885), Гюстав (1837–1925) и две дочери: Эжени Аруэль (1840–1924) и Мария Крепет (1842–1867) .
Автор нескольких важных методических работ. Педагогические принципы Гарсиа оказали значительное влияние на развитие вокального искусства 19 века. Ученики Гарсиа: певицы — Енни Линд, М. Маркези де Кастроне, Генриетта Ниссен-Саломан, певцы — Ю. Штокхаузен, Камилло Эверарди и др.
В 1855 году изобрёл ларингоскоп (прибор для исследования гортани). Университет Кенигсберга присвоил ему почетную степень доктора медицины.
Ушел из жизни 1 июля 1906 года на 102-м году жизни.